# Renik
Renik (madžarsko Rönök, nemško Radling, prekmursko Rönik) je vas na Madžarskem, ki upravno spada v Monoštrsko okrožje Železne županije.

## Geografska lega
Renik se nahaja 7 kilometrov severovzhodno od mesta Monošter. Kraj se nahaja v Porabski dolini. Sosednje madžarske občine so Monošter, Lak (Magyarlak), Črejtnik (Csörötnek), Vasszentmihály in Medveš (Nemesmedves). Čez mejo sta avstrijski občini Inzenhof in Veliki Medveš (Großmürbisch).

## Zgodovina
Renik je nastal leta 1950 z združitvijo dveh vasi "Spodnji Renik" (Alsórönök) in "Gornji Renik" (Felsőrönök).

## Galerija fotografij
- Dvojezična krajevna tabla v Reniku
- Leseni zvonik v Reniku
- Cerkev Sv. Emerika
- Cerkev Sv. Emerika na državni meji
- Hiša v Muzeju na prostem